# Masato Koga
Masato Koga (古賀 正人 Koga Masato?,  nacido el 22 de mayo de 1970 en Shimizu (actualmente Shizuoka), Shizuoka) es un exfutbolista japonés. Jugaba de centrocampista y su último club fue el Sagawa Express Chukyo de Japón.

## Trayectoria

### Clubes
| Club                  | País  | Año         |
| --------------------- | ----- | ----------- |
| Yokohama Marinos      | Japón | 1993 - 1996 |
| Sagan Tosu            | Japón | 1997 - 2000 |
| Sagawa Express Chukyo | Japón | 2001 - 2006 |

## Palmarés

### Títulos nacionales
| Título    | Club             | País  | Año  |
| --------- | ---------------- | ----- | ---- |
| J1 League | Yokohama Marinos | Japón | 1995 |